# NGC 1253
NGC 1253 je galaksija u zviježđu Eridan.

## Vanjske poveznice
- SEDS: NGC 1253